# 永沢寺 (三田市)
永沢寺（えいたくじ）は、兵庫県三田市にある大字。郵便番号は669-1502。

## 地理

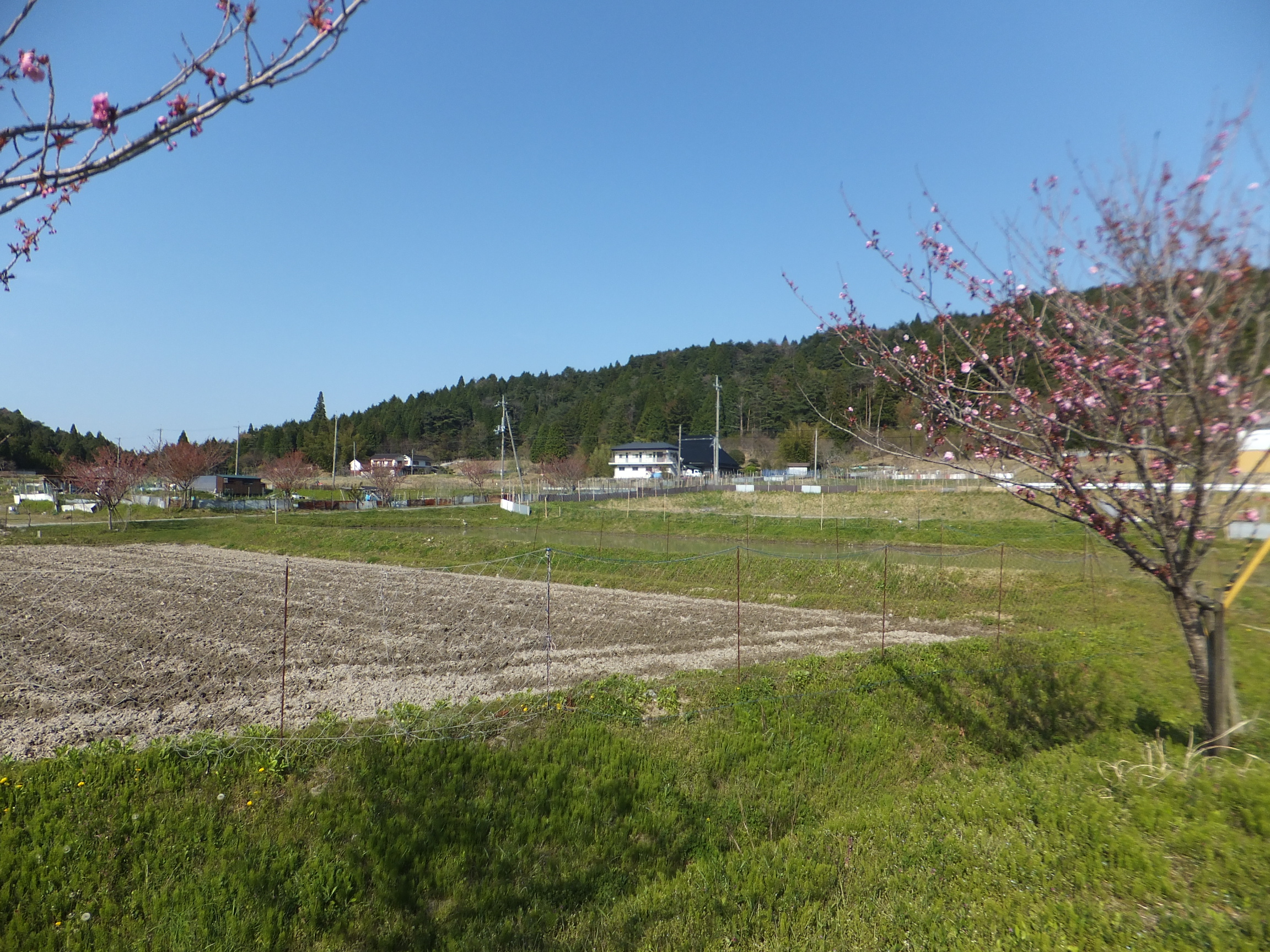
当地内の街並み

- 小野地区の北側、標高550m程の高地に位置する。蕎麦が名物であり、「永沢寺そば」と呼ばれている[4]。地名は永澤寺に由来する[5]が、読み方は寺が「ようたくじ」なのに対し、地名は「えいたくじ」なので注意が必要。

東側は丹波篠山市後川奥、三田市小柿・西側と北側は母子南側は乙原と接する。

## 歴史
- 1889年4月1日 - 合併により有馬郡小野村の大字となる。
- 1956年9月30日 - 有馬郡三田町に編入される。
- 1958年7月1日 - 単独市制にて三田市になる。

### 字域の変遷
| 実施前                 | 実施年        | 実施後                 |
| ---------------------- | ------------- | ---------------------- |
| 有馬郡小野村大字永沢寺 | 1956年9月30日 | 有馬郡三田町大字永沢寺 |
| 有馬郡三田町大字永沢寺 | 1958年7月1日  | 三田市永沢寺           |

## 施設
- 永澤寺
- 永沢寺市民農園
- 青野川渓谷

## 世帯数と人口
2022年（令和4年）2月28日現在の世帯数と人口は以下の通りである。
| 町丁   | 世帯数 | 人口 |
| ------ | ------ | ---- |
| 永沢寺 | 9世帯  | 27人 |

## 小・中学校の学区
市立小・中学校に通う場合、学区は以下の通りとなる。
| 大字   | 番地 | 小学校             | 中学校               |
| ------ | ---- | ------------------ | -------------------- |
| 永沢寺 | 全域 | 三田市立母子小学校 | 三田市立上野台中学校 |

## 交通

### 鉄道
地内には鉄道は走っていない。

### バス
- 神姫バス

### 道路
- 兵庫県道49号三田篠山線